# Теодор Метохит
Теодор Метохит (на гръцки: Θεόδωρος Μετοχίτης) е византийски държавник, дипломат, теолог, философ, историк, астроном, поет и меценат на изкуствата. От ок. 1305 до 1328 г. той е канцлер и личен съветник (mesaxōn) на император Андроник II Палеолог.
Метохит е син на архидякон Георги Метохит (ок. 1250 – 1328), привърженик на унията на православната и католическата църква. След втория църковен събор в Влахерна (Blachernae) баща му е осъден и изпратен в изгнание. Метохит учи светските и религиозни автори. Когато през 1290 – 1291 г. Андроник II посещава Никея, толкова е впечатлен от Метохит, че веднага го извиква в двора и го прави логотет. След една година той става сенатор. Изпратен е на дипломатически мисии в Киликия през 1295 и в Сърбия през 1299 г. През 1312/1313 г. той започва да следва астрономия при Мануил Вриений, по-късно става учител на Никифор Григора.
Теодор Метохит е женен и има пет сина и една дъщеря, Ирина Метохитиса, която е омъжена за Йоан Палеолог, управителя на Солун, внук на Михаил VIII Палеолог и племенник на Андроник II. Дъщерята на Ирина, Мария Палеологина, се омъжва през 1324 г. за сръбския крал Стефан Дечански.
През 1321 г. Метохит става „велик логотет“ (megas logothetēs). По това време той е един от най-богатите мъже. Част от състоянието си ползва за възстановяването на църквата на манастира „Хора“ в северозападната част на Константинопол.
Андроник II е свален от власт на 24 май 1328 г. от внука си Андроник III Палеолог. След съзряването на Андроник III имуществото на Метохит е конфискувано и той е изпратен в изгнание в Димотика. През 1330 г. му е разрешено да се върне обратно в Константинопол. Замонашва се в манастира „Хора“ под името Теолепт. Теодор Метохит умира в манастира на 13 март 1332 г.

## Произведения
Произведението на Метохит съдържа 20 стихотворения в дактилически хекзаметри, 18 речи (Logoi), коментари за Аристотеловите произведения по философия на натурата, един увод за ученето на Птолемеевата астрономия (Stoicheiosis astronomike), и 120 есета, съчинения на различни теми (Semeioseis gnomikai).

## Издания и преводи
- Theodorus Metochites: Paraphrasis in Aristotelis universam naturalem philosophiam (= Commentaria in Aristotelem Graeca. Bd. 3). Gentianus Hervetus. Basel 1559, ISBN 3-7728-1223-6.
- Jeffrey M. Featherstone:  Theodore Metochites's Poems „To Himself“. Introduction, Text, and Translation (= Byzantina Vindobonensia. Bd. 23). Verlag der Österreichischen Akademie der Wissenschaften, Wien 2000, ISBN 3-7001-2853-3
- Karin Hult: Theodore Metochites on Ancient Authors and Philosophy. Semeioseis gnomikai 1 – 26 & 71 (= Studia Graeca et Latina Gothoburgensia. Bd. 65). A Critical Edition with Introduction, Translation, Notes, and Indexes. With a Contribution by Börje Bydén. Acta Universitatis Gothoburgensis, Göteborg 2002, ISBN 91-7346-434-1
- Hendrik Joan Drossaart Lulofs: Aristoteles De somno et vigilia liber. Adiectis veteribus translationibus et Theodori Metochitae commentario. Burgersdijk & Niermans u. a., Lugdunum Batavorum (Leiden) 1943 (Utrecht, Universität, Dissertation, 1943).